# Teting-sur-Nied
Teting-sur-Nied és un municipi francès, situat al departament del Mosel·la i a la regió del Gran Est. L'any 2007 tenia 1.336 habitants.

## Demografia

### Població
El 2007 la població de fet de Teting-sur-Nied era de 1.336 persones. Hi havia 480 famílies, de les quals 88 eren unipersonals (32 homes vivint sols i 56 dones vivint soles), 144 parelles sense fills, 196 parelles amb fills i 52 famílies monoparentals amb fills.
La població ha evolucionat segons el següent gràfic:
Habitants censats

### Habitatges
El 2007 hi havia 512 habitatges, 486 eren l'habitatge principal de la família i 26 estaven desocupats. 441 eren cases i 71 eren apartaments. Dels 486 habitatges principals, 389 estaven ocupats pels seus propietaris, 89 estaven llogats i ocupats pels llogaters i 8 estaven cedits a títol gratuït; 4 tenien dues cambres, 28 en tenien tres, 108 en tenien quatre i 346 en tenien cinc o més. 422 habitatges disposaven pel capbaix d'una plaça de pàrquing. A 182 habitatges hi havia un automòbil i a 255 n'hi havia dos o més.

### Piràmide de població
La piràmide de població per edats i sexe el 2009 era:
| Homes | Edats   | Dones |
| ----- | ------- | ----- |
| 0     | 95 o +  | 0     |
| 0     | 90 a 94 | 4     |
| 12    | 85 a 89 | 4     |
| 0     | 80 a 84 | 8     |
| 16    | 75 a 79 | 32    |
| 16    | 70 a 74 | 12    |
| 16    | 65 a 69 | 24    |
| 52    | 60 a 64 | 36    |
| 36    | 55 a 59 | 36    |
| 24    | 50 a 54 | 36    |
| 56    | 45 a 49 | 32    |
| 16    | 40 a 44 | 56    |
| 40    | 35 a 39 | 52    |
| 52    | 30 a 34 | 44    |
| 36    | 25 a 29 | 28    |
| 48    | 20 a 24 | 16    |
| 60    | 15 a 19 | 12    |
| 44    | 10 a 14 | 28    |
| 36    | 5 a 9   | 32    |
| 36    | 0 a 4   | 40    |

## Economia
El 2007 la població en edat de treballar era de 852 persones, 597 eren actives i 255 eren inactives. De les 597 persones actives 551 estaven ocupades (296 homes i 255 dones) i 46 estaven aturades (23 homes i 23 dones). De les 255 persones inactives 61 estaven jubilades, 78 estaven estudiant i 116 estaven classificades com a «altres inactius».

### Ingressos
El 2009 a Teting-sur-Nied hi havia 486 unitats fiscals que integraven 1.375 persones, la mediana anual d'ingressos fiscals per persona era de 16.779 €.

### Activitats econòmiques
Dels 33 establiments que hi havia el 2007, 1 era d'una empresa extractiva, 1 d'una empresa alimentària, 5 d'empreses de fabricació d'altres productes industrials, 5 d'empreses de construcció, 9 d'empreses de comerç i reparació d'automòbils, 1 d'una empresa d'hostatgeria i restauració, 1 d'una empresa d'informació i comunicació, 1 d'una empresa financera, 3 d'empreses immobiliàries, 2 d'empreses de serveis, 2 d'entitats de l'administració pública i 2 d'empreses classificades com a «altres activitats de serveis».
Dels 9 establiments de servei als particulars que hi havia el 2009, 1 era una oficina bancària, 2 paletes, 1 fusteria, 1 lampisteria, 1 empresa de construcció, 2 perruqueries i 1 saló de bellesa.
Dels 2 establiments comercials que hi havia el 2009, 1 era una botiga de més de 120 m² i 1 una botiga de menys de 120 m².
L'any 2000 a Teting-sur-Nied hi havia 4 explotacions agrícoles.

## Equipaments sanitaris i escolars
El 2009 hi havia 1 escola maternal i 1 escola elemental.

## Poblacions més properes
El següent diagrama mostra les poblacions més properes.